# دستور مالطا
صدر دستور مالطا بموجب أمر استقلال مالطة عام 1964 عن المملكة المتحدة عام 1964.

## التعديلات
تم تعديل دستور جمهورية مالطا عدة مراة بموجب القوانين التالية:
- القانون الواحد والأربعون لعام 1965
- القانون السابع والثلاثون لعام 1966
- القانون التاسع لعام 1967
- القانونالسادس والعشرون لعام 1970
- القانون السابع والأربعون لعام 1972
- القانون السابع والخمسون لعام 1974
- القانون والثامن والثلاثون لعام 1976
- القانون العاشر لعام 1977،
- القانون التاسع والعشرون لعام 1979
- القانون الرابع لعام 1987
- القانون الثالث والعشرون لعام 1989
- الإعلانين الثاني والسادس لعام 1990
- القانون والتاسع عشر لعام 1991 والتاسع لعام 1994
- الإعلانين الرابع لعام 1995 والثالث لعام 1996
- القوانين الحادي عشر لعام 1996،
- القانون والسادس عشر لعام 1997 القانون الثالث لعام 2000
- القانون الثالث عشر لعام 2001
- القانون الخامس لعام 2003
- القانون الرابع عشر والحادي والعشرين لعام 2007.[1]

## الملكية الفكرية
لا يحتوي الدستور بصورة مباشرة على أحكام الملكية الفكرية، غير أن يضم أحكاما تتعلق بحماية الملكية الفكرية في :
- المادة 8: 'يجب على الدولة تعزيز تنمية الثقافة والبحث العلمي والتقني.
- المادة 18: 'تكفل الدولة تشجيع المشاريع الاقتصادية الخاصة.

## نظام الحكم
مالطا هي جمهورية ذات نظام برلماني، فتكون بذلك أقرب في نظام الحكم إلى نظام ويستمنستر. ولديها مجلس نيابي واحد هو مجلس النواب، وينتخب بالانتخابالعام المباشر مرة كل 5 سنوات مالم يتم حل المجلس في وقت سابق من الرئيس بناء على طلب مجلس الوزراء، ويتكون من 69 عضواً، ولكن إذا فاز حزب من الأحزاب بالأغلبية المطلقة من الأصوات ولكن لا يفوز باغلبية المقاعد فإن هذا الحزب يمنح مقاعد إضافية لضمان وجود أغلبية برلمانية، ويختار الرئيس رئيس الوزراء من بين أعضاء حزب الأغلبية بمجلس النواب حسب الدستور المالطي. ويعين الرئيس لمدة 5 سنوات بقرار من مجلس النواب بأغلبية بسيطة. ويعد منصب رئيس الجمهورية منصباً شرفياً إلى حد كبير.

## دساتير سابقة
عرفت مالطا عدة دساتير سابقة قبل دستورها الحديث الطي تمت صياعته سنة 1964. وهذه الدساتير هي كالتالي:
- دستور 1813 [3]
- دستور 1835[4]
- دستور 1849 [5]
- دستور 1887 [6]
- دستور 1903[7]
- دستور 1921 [8]
- دستور 1936[9]
- دستور 1939 [10]
- دستور 1947 [11]
- دستور 1959 [12]
- دستور 1961[13]

## وصلات خارجية
- The Constitution of Malta موقع وزارة العدل المالطية
- constitutionnet.org